# Wettinia hirsuta
Wettinia hirsuta är en enhjärtbladig växtart som beskrevs av Karl Ewald Maximilian Burret. Wettinia hirsuta ingår i släktet Wettinia och familjen Arecaceae. IUCN kategoriserar arten globalt som starkt hotad.
Artens utbredningsområde är Colombia. Inga underarter finns listade i Catalogue of Life.